# Klooster van Hamersleben
Het Klooster van Hamersleben (Duits: Kloster Hamersleben) is een voormalig augustijns kloostercomplex in Hamersleben (Saksen-Anhalt). Vroeger ressorteerde het klooster onder het bisdom Halberstadt, tegenwoordig valt het onder het bisdom Maagdenburg. De aan de heilige Pancratius gewijde kerk wordt gebruikt door de Maria van de Onbevlekte Ontvangenis-parochie te Oschersleben.
De gebouwen liggen aan de toeristische Straße der Romanik.

## Geschiedenis Klooster
Bisschop Reinhard van Blankenburg schreef in 1108 de stichtingsoorkonde voor het Augustijner koorherenstift in Osterwieck, dat omstreeks 1109-1111 werd verplaatst naar Hamersleben. Onmiddellijk na de verplaatsing van het stift werd begonnen met de bouw van het oostelijke deel van de kerk. Op grond van toegepaste techniek en de uniforme opbouw van de kerk neemt men aan dat het gebouw circa 1140 gereed kwam. Al in de 13e eeuw kwam er een einde aan de bloeiperiode van het klooster. De oorzaak hiervan waren economische omstandigheden. Op aanwijzing van bisschop Burchard III kwam in 1447 de Augustijner prior Johannes Busch naar Hamersleben om het klooster te hervormen volgens de leefregel van de Congregatie van Windesheim. De aansluiting bij deze congregatie leidde tot een nieuwe bloei van het klooster. Het klooster werd tijdens de Duitse Boerenoorlog in 1525 door boeren en vervolgens in 1548 door protestanten uit Maagdenburg geplunderd. In 1557 wordt in het dorp Hamersleben de reformatie ingevoerd, maar het klooster hield vast aan de rooms-katholieke leer en werd in de jaren 1633-1649 doelwit van Zweedse troepen. Aan het bisdom Halberstadt kwam in 1648 een einde toen het gehele bisdom onder Brandenburgs-Pruisisch bestuur werd geplaatst. Het stift werd in 1804 geseculariseerd en samen met het omvangrijke landbezit in een koninklijk domein omgezet. De prior en de bewoners van het klooster werden met pensioen gestuurd en de kerk en de kloostergebouwen werden voor gebruik aan de rooms-katholieke kerk overgedragen.

## Kloosterkerk en gebouwen
De kloosterkerk bevindt zich nog grotendeels in de oorspronkelijke staat. Vermeldenswaard in het interieur is de rijke ornamentiek van kwalitatief hoog niveau. De laatgotische periode en de barokke herinrichting maakten een einde aan het zuiver romaanse interieur. In de laatgotische periode ontstonden de noordelijk aangrenzende kloostergebouwen. In de jaren 1960 werd de kerk bij een restauratie zoveel mogelijk teruggebracht in haar romaanse staat. Het monumentale orgel en het even indrukwekkende hoofdaltaar bleven verschoond van deze romanisering en sieren de kerk ook nu nog. Sinds 1996 is de stiftskerk eigendom van de Stiftung Dome und Schlösser in Sachsen-Anhalt.

## Afbeeldingen

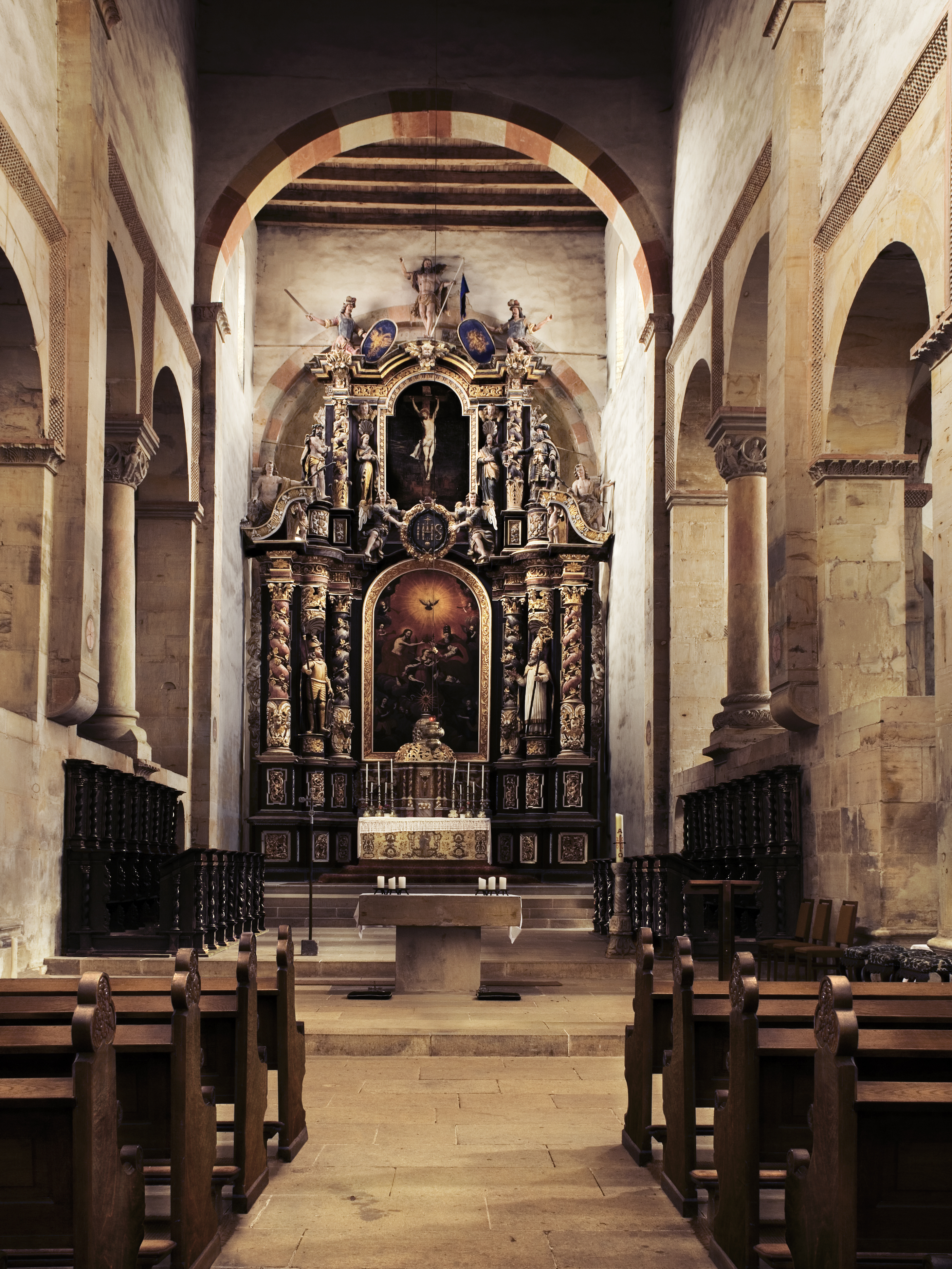
Hoofdaltaar
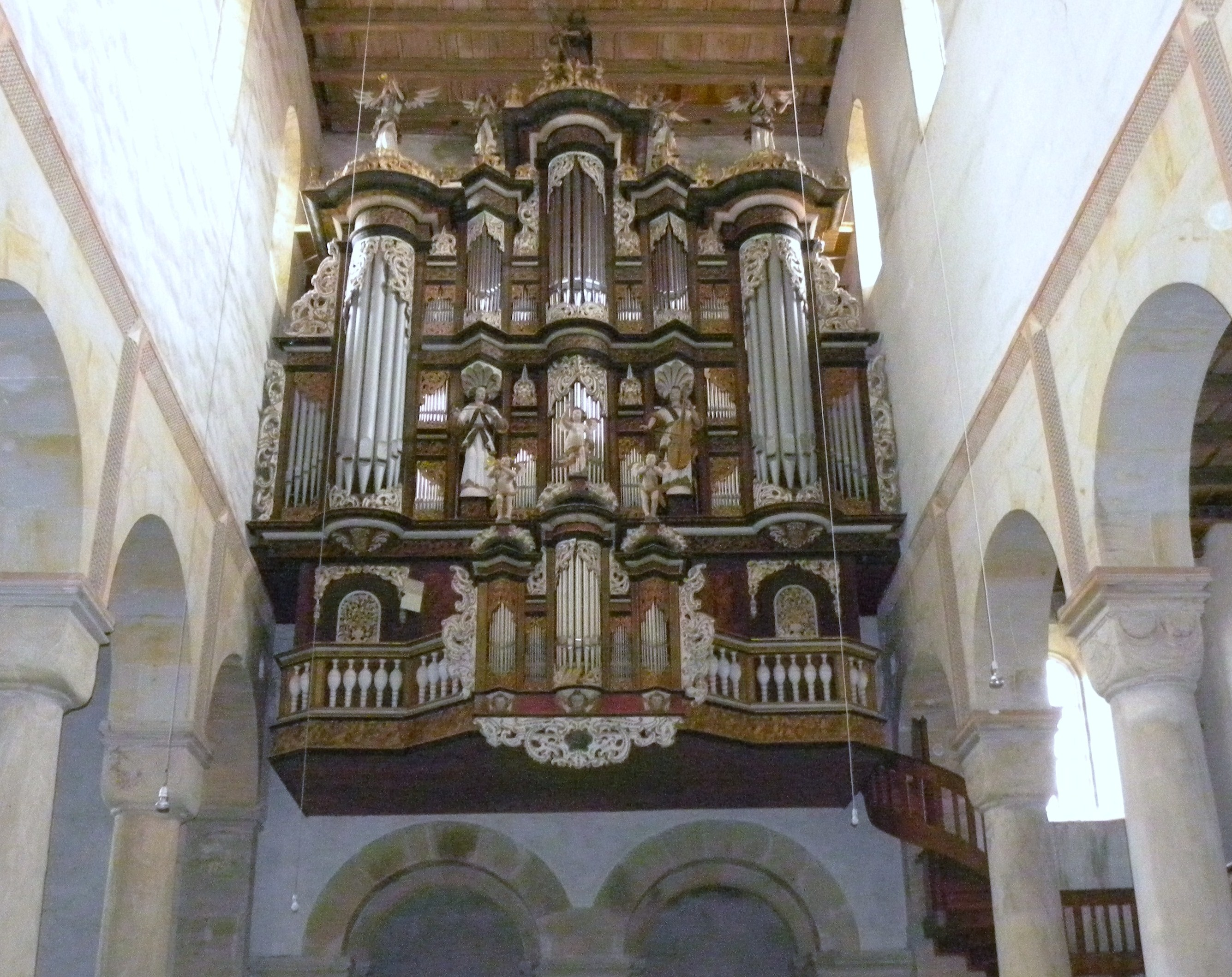
Orgel
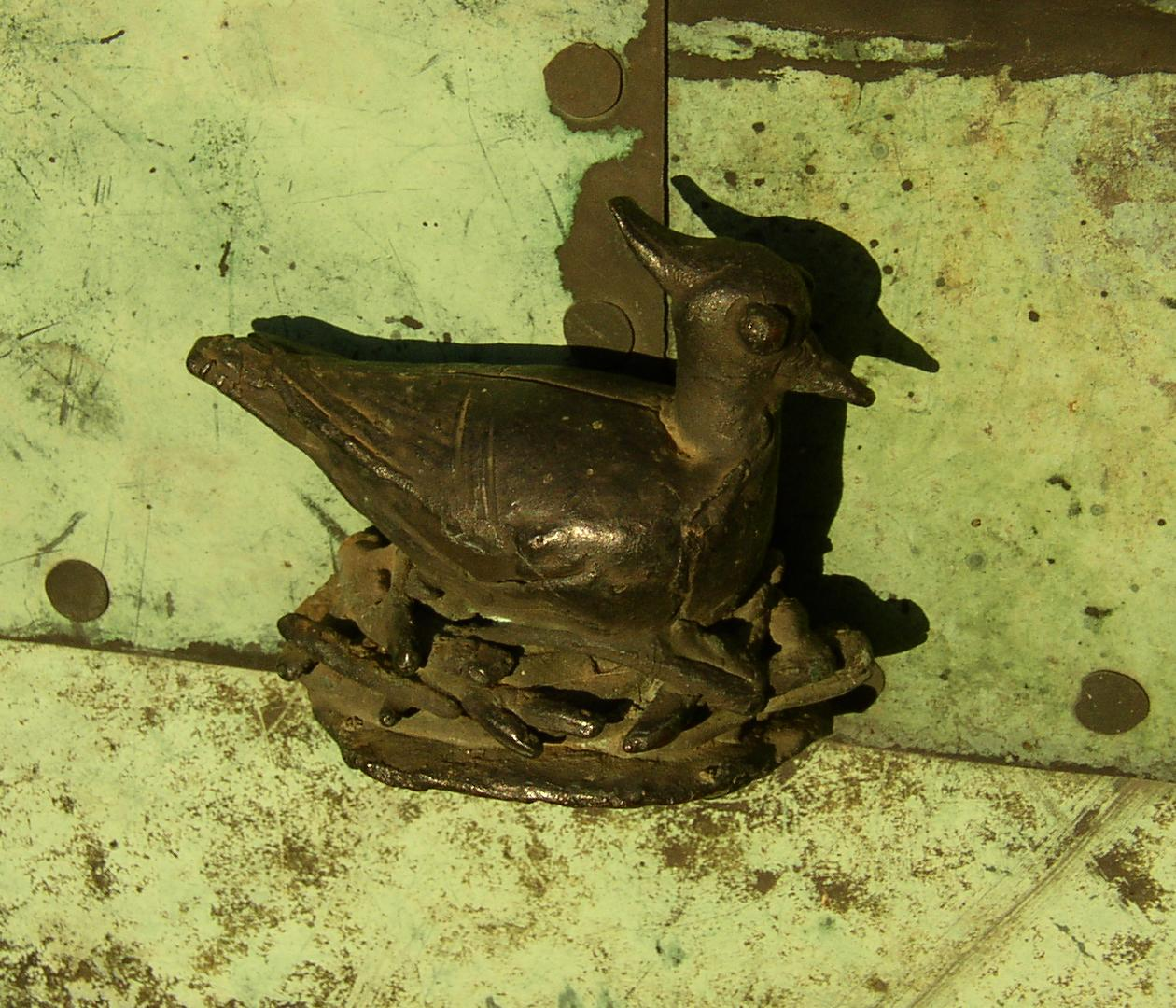
Portaaldetail